# 吉井由紀
吉井 由紀（よしい ゆき、1977年2月5日 - ）は、日本の女優、モデル。大阪府豊中市出身。所属事務所はテンカラット。血液型AB型。

## 人物
- ファッションモデル・舞台女優・再現VTR女優など、複数の顔を持つ。
- バラエティ番組『ぷっ』すまの名物企画、「ビビリ王決定戦」内でビビリ劇団の座長を務めている。
- 特技は買い物上手、日本舞踊（藤娘がおはこ）。趣味は料理、カラオケ、メイク、親孝行。時にボディーボード。
- 芸術ではバレエ、和太鼓に明るく、娯楽ではマンガが好き。
- 身長には170cm[誰によって?]と172cm[誰によって?]の2説がある。
- 19歳の時に週刊ヤングジャンプで水着グラビアを飾ったことがある。
- ちなみにヤングジャンプに掲載された当時の身長・スリーサイズは　168cm・B83cm・W58・H88cmである。
- 女優としては女子高生やOLから不遇なシングルマザーまで、多彩な役柄を演じる。
- 本人によれば、プライベートでは愛人は未経験[要出典]。
- あらゆるブランドのコスメを愛するが、100円ショップのものは使わない。
- 公園の木登りをしたり、飲酒してフリスビーをしたりするなど活動的。しかしその結果ケガをして、ファンを心配させることがある。
- ライブ「滝川健と仲間たち」（2006年）では、ドリカムの楽曲「めまい」を歌った。
- 同ライブ中、ビビリ劇団座員の田中謙次より、ファンからの代表質問に答えるという形で「吉井さんはモデルですか。女優ですか」という質問があったが、本人は「女優」と答えた。
- 海外旅行で良く行く場所はハワイ。モデルとしての仕事も含め、40回以上行っている。
- 本人は「嫁に行く予定も、またその気も今のところない」と言っていた[いつ?]が、2009年12月12日に結婚式を挙げたことを本人のブログで報告した[1]。
- 所属事務所テンカラットが運営している有料携帯サイト「Click Station DX」では、吉井の公式ページは「女優」に分類されている（他の分類にモデル・アーティスト・俳優・Click-mateがある）[要出典]。
- 月額315円の上記サイトでは、もともと本人が運営しているブログとは別に、ブログを執筆したり写真を掲載したりしている[要出典]。
- カエルのキャラクターグッズが好きで、主にカーミットの縫ぐるみを多数所持している。
- 近年[いつ?]、実物のカエルにも触れる機会があり、シュレーゲルアオガエル・ニホンアマガエル等の比較的小さな緑色のカエルは大丈夫だが、それ以外の外見の物は未だに苦手である。
- 2012年12月20日、本人にとって第一子となる女児を出産した事を、本人のブログにて報告した[2]。

## 出演

### CM
- 花王　アタックALL in
- ソニー・ミュージックエンタテインメント CLIMAX
- 大正製薬　コーラック・ハーブ編
- NTT　AOLなんでも簡単篇
- ダイナシティ湘南台
- キヤノン「キヤノンスキャン」
- カネボウ「リサージ」
- ファンケル
- 資生堂　TAPHY
- NTTドコモ関西　ポケットボード

### テレビ
- 『ぷっ』すま （テレビ朝日）
- いつみても波瀾万丈　（日本テレビ）
- 行列のできる法律相談所　（日本テレビ）
- ザ・ジャッジ　（フジテレビ）
- 謎を解け!まさかのミステリー（日本テレビ）
- ふたりっ子（NHK）
- 翼の折れた天使たち 第4夜「商品」（フジテレビ）
- 正義の味方　5話　（日本テレビ）
- 絶対泣かないと決めた日〜緊急スペシャル〜（フジテレビ）

### 舞台・ライブ等
- 滝川健と仲間たち（2006年）
- 座・神楽　セカンドライヴ（2007年）
- 裏稼業“龍”RYOU（2008年・自主制作映画）
- おい！オヤジ（2008年）
- MEMORIES ―― 雨がやみ、そして笑顔が残った ――（2008年）
- ダウン・バイ・ロウ（2009年）

## 『ぷっ』すまの中で演じた役柄
- 高校生
- 恋人
- 新妻
- 愛人
- 花嫁の友人
- 海の家の店員
- 結婚式場のスタッフ
- 花嫁
- 居酒屋の店員
- テレビ局のスタッフ
- 看護師（看護婦）
- 婦警、刑事
- カジノの店員とカジノの客
- 電車の乗客
- 飼育係
- カウガール